# فرول
فرول (به اسپانیایی: Ferrol) یکی از دهستان‌های اسپانیا است که در استان لاکرونیا واقع شده‌است.

## خصوصیات
فرول ۸۱٫۹ کیلومترمربع مساحت و ۷۰٬۳۸۹ نفر جمعیت دارد.

## خواهرخوانده
شهرهای آدلاید، لوگو، Mondoñedo و ویلا دو کنده خواهرخوانده‌های فرول هستند.